# Johanna Näf
Johanna Näf, née le 26 juin 1944 à Stans, est une artiste peintre, sculptrice et photographe suisse.

## Biographie
Näf a grandi à Stans. Après une formation musicale de 1972 à 1974 à Zoug, elle fréquente l'école F + F de design expérimental à Zurich de 1979 à 1982 et effectue un stage dans un atelier de sculpteur. Après plusieurs expositions en Suisse centrale elle dirige, en 1992, le projet d'exposition Weg der Frau - ein Dialog à Zoug.
Näf s'intéresse particulièrement à l'art dans l'architecture, à l'art public (conception de fontaines, etc.) et aux photogrammes. En 1999 et 2018, elle reçoit la bourse de studio du canton de Zoug à Berlin. En 2003, elle fait un séjour en studio à la Stadtmühle Willisau. En 2007, elle passe six mois dans l'atelier artistique de la Conférence des villes suisses pour les affaires culturelles (KSK) à Varanasi (en Inde) d’où surgit son livre Impressions of India (2008).
Sa fontaine Lotosteich (en face du bâtiment St. Oswaldgasse 13/15 à Zoug) se trouve dans l'inventaire de l'art public de la ville de Zoug,.

## Publications
- Lauter verwundbare Jahre. Wallimann, Alpnach 1998,  (ISBN 978-3-9521291-3-5).
- Lichtberührungen: Fotogramme 1996–2000. Text: Sibylle Omlin. Alpnach: Martin Wallimann, 2000,  (ISBN 978-3-908713-11-1).
- Johanna Näf: Transparente Räume. Uster: Villa am Aabach, 2003. Texte von Yvonne Höfliger und Sibylle Omlin.  (ISBN 978-3-9522633-0-3)
- Suzanne Kappeler: « Lichtspuren ». In: Neue Zürcher Zeitung, 28. Januar 2003, S. 40.
- mit Sibylle Omlin: Landstrich mit Figuren. Wallimann, Alpnach 2004,  (ISBN 978-3-908713-46-3).
- Norbert Lehmann: Die Kunstsammlung des Kantons Schwyz. Malerei und Plastik bis 2004. Mit einer Einleitung von Markus Riek. Schwyz: Kulturkommission Kanton Schwyz, 2006 (= Schwyzer Hefte 87)  (ISBN 9783909102495)
- Indische Impressionen (= Impressions of India). 2008,  (ISBN 978-3-033-01774-0).
- Raum Skulptur Landschaft. 2014,  (ISBN 978-3-907164-35-8).